# Mario Artist
Mario Artist é um conjunto interoperável de três jogos e um aplicativo de Internet: Paint Studio, Talent Studio, Polygon Studio, e Communication Kit. Esses discos para o periférico 64DD foram desenvolvidos para transformar o console do jogo em uma estação de trabalho multimídia da Internet. Um pacote incluindo um 64DD, discos de software, acessórios de hardware e o pacote de assinatura do serviço online Randnet foi lançado no Japão a partir de dezembro de 1999.
O desenvolvimento foi gerenciado pela Nintendo Entertainment Analysis and Development e pela Nintendo of America, junto com a Software Creations, que desenvolveu Paint Studio.
Intitulado Mario Paint 64 no seu desenvolvimento, Paint Studio foi concebido como a sequência de Mario Paint (1992) para o SNES. A IGN disse que o Talent Studio era o aplicativo matador do periférico.

## Não lançados
Os seguintes jogos da série foram anunciados, mas nunca lançados.
- Mario Artist: Game Maker[8][9]
- Mario Artist: Graphical Message Maker[8][9]
- Mario Artist: Sound Maker[10][11][2][12][13][9]
- Mario Artist: Video Jockey Maker[8][9]

## Recepção

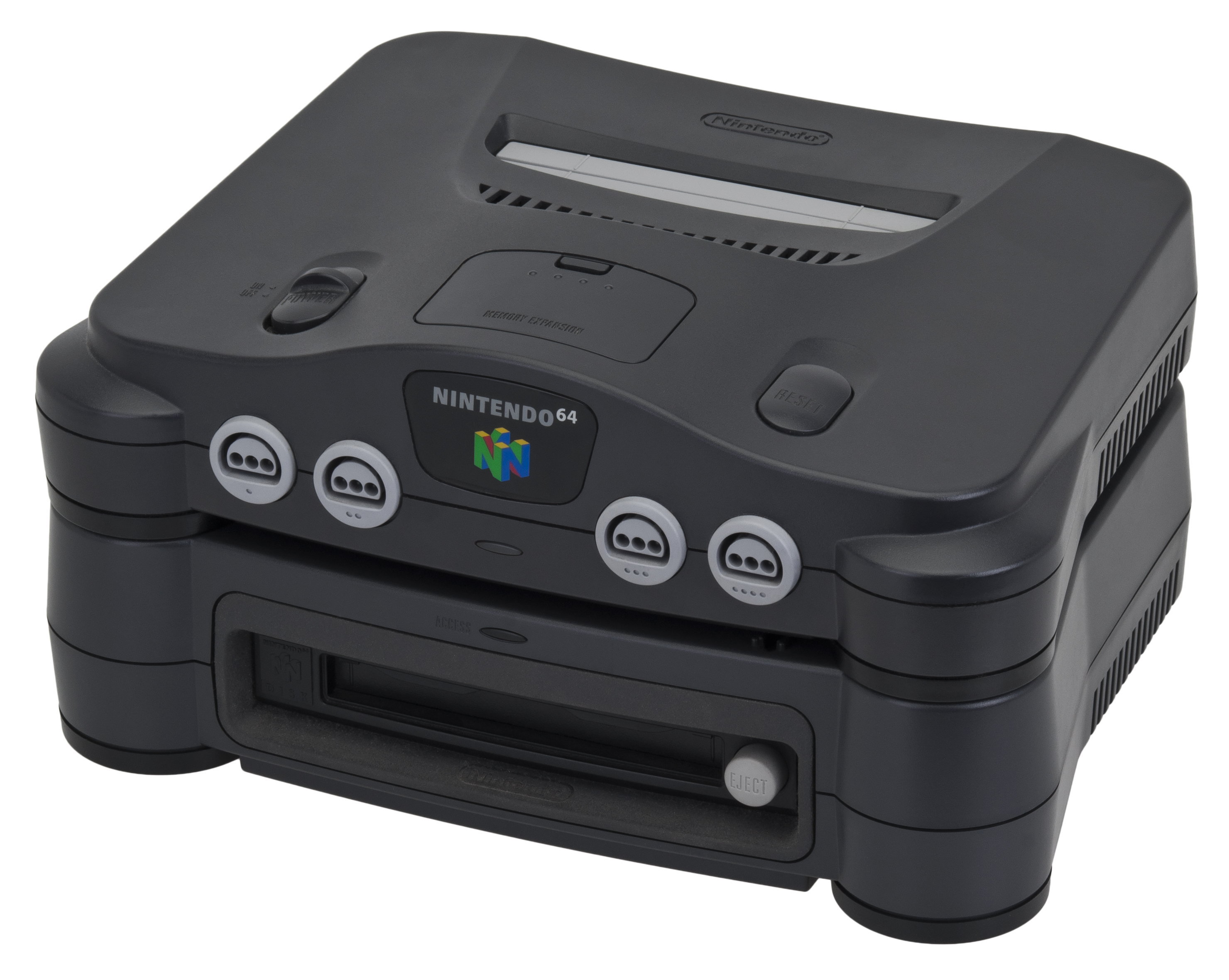
O Nintendo 64 com um 64DD acoplado

A Nintendo World Report descreveu a série Mario Artist como um "sucessor espiritual de Mario Paint". A IGN descreve coletivamente a série como um análogo de um leigo ao software de desenvolvimento de gráficos de qualidade profissional. Eles afirmam que a combinação da capacidade de gravação em massa do 64DD e os gráficos 3D do Nintendo 64 permitem que a Nintendo "deixe para trás os sistemas de CD", oferecendo "algo que não poderia ser feito em nenhum outro console de jogos no mercado" para pessoas "que desejam liberar seus talentos criativos e talvez aprender um pouco sobre design gráfico ao lado". A Software Creations, estima que aproximadamente 7.500 cópias de Paint Studio foram vendidas.
Classificando-o em 8.2 ("Ótimo") de 10, a IGN chama Talent Studio de "aplicativo matador" do periférico, com uma interface gráfica "tão fácil de usar que qualquer um pode descobrir depois de alguns minutos", e apresentando "animação de captura de movimento de tirar o fôlego".
A IGN classificou o Paint Studio em 7,0 ("Bom") de 10. Peer Schneider descreveu-o como uma ferramenta de criação de conteúdo em 2D e 3D poderosa, acessível e fácil de usar, sem igual em outros consoles de videogame, embora minimamente comparável aos aplicativos de computador pessoal. Ele o compara a uma versão de educação infantil do Adobe Photoshop para crianças, e uma boa introdução de neófitos à Internet. Ele considera o "Paint Studio" como uma personificação dos planos originalmente ambiciosos da Nintendo para 64DD, e sofrer muito devido ao cancelamento da maioria dos jogos em disco integrados e incompatibilidade do aplicativo com jogos baseados em cartuchos.

## Legado
Alguns minijogos de Polygon Studio apareceram como microjogos em jogos da série WarioWare. Talent Studio deu origem a um protótipo não lançado do Nintendo GameCube chamado Stage Debut, que por sua vez produziu recursos de design de personagens que se tornaram o Mii, o Mii Channel e recursos de outros jogos como o Wii Sports.